# Schottische Fantasie
Die Schottische Fantasie op. 46 (mit vollem Namen: Fantasie für die Violine mit Orchester und Harfe unter freier Benutzung schottischer Volksmelodien) ist ein Werk von Max Bruch.

## Entstehung
Die Schottische Fantasie ist neben Kol Nidrei eines von zwei Werken, das Bruch in seiner Berliner Zeit von 1878 bis 1880 schrieb. Das Werk entstand im Winter 1879/80; Max Bruch war gerade von einer Konzertreise zurückgekehrt, auf der er sein Zweites Violinkonzert und die Kantate Das Lied von der Glocke dirigiert hatte. Bruch schrieb die Inspiration zur Komposition der Schottischen Fantasie dem schottischen Schriftsteller Walter Scott zu.
Die Schottische Fantasie ist dem spanischen Violinisten Pablo de Sarasate gewidmet, mit dem Bruch befreundet war.
An Fingersatz und Bogenbezeichnung wirkte dagegen der ebenfalls mit Bruch befreundete Violinist Joseph Joachim mit. Joachim schätzte das Werk; trotz seiner Angewohnheit, nur Musik zu spielen, die ihm gewidmet war, führte er auch die Schottische Fantasie auf.

## Zur Musik

### Orchesterbesetzung
Das Werk ist besetzt für 2 Flöten, 2 Oboen, 2 Klarinette, 2 Fagotte, 4 Hörner, 2 Trompeten, 3 Posaunen, Tuba, Pauke, Große Trommel, Becken, Harfe und Streicher.

### Satzbezeichnungen
1. Introduktion; Grave, Adagio cantabile
2. Scherzo; Allegro
3. Andante sostenuto
4. Finale; Allegro guerriero

### 1. Satz
Die Einleitung in es-Moll mit den rezitativischen Einwürfen der Solovioline soll angeblich »einen alten Barden vorstellen, der im Anblick eines verfallenen Schlosses der alten, herrlichen Zeiten klagend gedenkt«. Ein ähnliches Zusammenspiel zwischen Solist und Violine findet sich auch im kurz zuvor entstandenen Zweiten Violinkonzert. Der Satz schließt mit einem Zitat aus dem Volkslied Auld Rob Morris. Bruch betont an dieser Stelle die Rolle von Violine und Harfe, die er für die Volksmusik in Schottland und im Norden Englands für typisch hielt.

### 2. Satz
Im zweiten Satz wird das Volkslied The Dusty Miller verarbeitet. Laut Bruch wird das Schottentum des Satzes aber nicht nur in Bezug auf das Volkslied durch die überschwängliche Weise des staubigen Müllers charakterisiert, sondern auch durch den im Bordunbass stehenden Klang eines Dudelsacks.

### 3. Satz
Im dritten Satz wird das Volkslied I’am Down for Lack of Johnnie verarbeitet; Bruch kann hier seine Lyrik zur Geltung bringen.

### 4. Satz
Das von einer kriegerischen Stimmung geprägte Finale trägt die gleiche Tempobezeichnung Allegro guerriero wie die Dritte Sinfonie (die „Schottische“) von Bruchs musikalischem Idol Felix Mendelssohn Bartholdy. Der Satz basiert auf dem Volkslied Scots Wha Hae; der Legende nach wurde der Text dieses Liedes vom schottischen König Robert the Bruce bei der Schlacht von Bannockburn im Jahr 1314 intoniert.

## Wirkung
Die Schottische Fantasie wurde am 15. März 1883 Im Konzert der Royal Philharmonic Society in der St. James’s Hall mit Bruch als Dirigenten und Sarasate als Solisten uraufgeführt und dabei irrtümlich als Concerto for Violin (Scotch) angekündigt.
Ähnliches geschah bei einer Aufführung in Breslau am 28. Februar 1888, als das Werk als Drittes Violinkonzert (unter freier Benutzung schottischer Volksmelodien Op. 46) bezeichnet wurde. Obwohl Bruch in Übereinstimmung mit Sarasate den Begriff Konzert für angemessener hielt, wählte er einem Rat Joachims folgend die Bezeichnung Fantasie.